# John Stockton
John Houston Stockton (ur. 26 marca 1962 w Spokane) – amerykański koszykarz, występujący na pozycji rozgrywającego, członek Koszykarskiej Galerii Sław, dwukrotny mistrz olimpijski (1992 i 1996), przez całą zawodową karierę (19 sezonów) zawodnik Utah Jazz. W 1996 znalazł się na liście 50 najlepszych koszykarzy w historii NBA ogłoszonej z okazji 50 lecia ligi.

## Kariera
Stockton urodził się i dorastał w Spokane (Waszyngton), gdzie uczęszczał również do Szkoły Przygotowawczej Gonzaga. Następnie jako student grał w koszykówkę na Uniwersytecie Gonzaga, również w rodzinnym mieście. Został wybrany przez Jazz (16. numer ogółem) w pierwszej rundzie draftu NBA w roku 1984.
W sezonie 1987/1988 zajął drugie miejsce w głosowaniu na największy postęp sezonu NBA.
Chociaż mierzy zaledwie 185 cm wzrostu Stockton uważany był za jednego z najlepszych zawodników, którzy kiedykolwiek grali na pozycji rozgrywającego (point guard). Zakończył karierę mając średnie dwucyfrowe wyniki w dwóch kategoriach – 13,1 punktu oraz 10,5 asysty.
W 2005 dzierżył rekord NBA w liczbie asyst w karierze (15806) oraz przechwytów w karierze (3265). W historii NBA jego wyniki zajmują pięć z sześciu czołowych miejsc na liście sezonów z największą liczbą asyst (jedno miejsce zajmuje Isiah Thomas). Stockton dzierży rekord NBA w liczbie sezonów oraz meczów z rzędu rozegranych w jednej drużynie, a także trzecie miejsce w liczbie rozegranych spotkań (za Kareemem Abdul-Jabbarem i Robertem Parishem). W czasie kariery opuścił tylko 22 spotkania, z czego 18 w jednym sezonie.
Stockton wystąpił 10 razy w meczu gwiazd, a w 1993 został wybrany Najwartościowszym Zawodnikiem Meczu, razem z kolegą z drużyny Jazz, Karlem Malone’em. Zagrał w reprezentacji USA podczas Igrzysk Olimpijskich w 1992 i 1996, grając w składzie I. i III. Dream Teamu.
W czasie trwania kariery Stockton został wybrany dwukrotnie do Pierwszej Drużyny Ligi NBA, sześciokrotnie do Drugiej Drużyny, trzykrotnie do Trzeciej, a także pięciokrotnie do Drugiej Drużyny Najlepiej Broniących Zawodników Ligi. Najwspanialszym osiągnięciem w karierze Stocktona był mecz nr 6 finałów Konferencji Zachodniej przeciwko Houston, kiedy Stockton rzucając nad Charlesem Barkleyem zdobył zwycięskie punkty dla Jazz, a zespół z Utah po raz pierwszy w historii znalazł się w Finałach NBA.
Przez wiele lat Stockton i Karl Malone byli numerem 1 i 2 siły uderzeniowej Jazz. Większość z asyst Stocktona było rezultatem podań do Malone’a. W Salt Lake City sprzedawcy samochodów upamiętnili tę zagrywkę nazywając ją „Stockton to Malone Honda”.
W ostrym kontraście do większości ligi małomówny Stockton ubierał się konserwatywnie poza boiskiem wystrzegając się ekstrawagancji typowych dla wizerunku wielu zawodników. Był także ostatnim znaczącym zawodnikiem NBA, który nosił krótkie spodenki do swojego uniformu. Zwyczaje te przypięły zawodnikowi etykietkę „starej szkoły”, obok jego bardzo fizycznej gry. Z drugiej strony, ankiety wśród zawodników i fanów podobnie często wymieniały jego nazwisko pośród grających najbardziej nieczysto zawodników w NBA, zazwyczaj zaraz za kolegą z drużyny Karlem Malone’em.
Stockton wybrał ogłoszenie emerytury poprzez wydanie oświadczenia, zamiast zwyczajowej konferencji prasowej. Jazz zorganizowali mu później ceremonię odejścia, podczas której władze miasta Salt Lake zmieniły nazwę ulicy przed frontem hali Delta Center, gdzie gra zespół Jazz, na „John Stockton Drive”, aby oddać honor jego osiągnięciom. Numer 12, z którym grał Stockton został wycofany przez Utah Jazz podczas meczu 22 listopada 2004. Stockton razem z całą rodziną mieszka w rodzinnym mieście Spokane. Przed halą Delta Center stoi jego pomnik.
W 1996 znalazł się na liście 50 najlepszych koszykarzy w historii NBA ogłoszonej z okazji 50 lecia ligi, w 2009 zaś został członkiem Koszykarskiej Galerii Sław.

## Osiągnięcia
Na podstawie, o ile nie zaznaczono inaczej.

### NCAA
- Koszykarz roku konferencji West Coast (1984)[5]
- Zaliczony do Akademickiej Galerii Sław Koszykówki (2017)[6]
- Drużyna Gonzaga Bulldogs zastrzegła należący do niego numer 12

### NBA
- dwukrotny wicemistrz NBA (1997, 1998)[7]
- MVP meczu gwiazd NBA (1993)[8]
- Uczestnik:
  - meczu gwiazd NBA (1989–1997, 2000)[9]
  - konkursu rzutów za 3 punkty NBA (1992, 1997)
- Zaliczony do:
  - I składu NBA (1994, 1995)[10]
  - II składu:
    - NBA (1988–1990, 1992–1993, 1996)[10]
    - defensywnego NBA (1989, 1991–1992, 1995, 1997)[11]

  - III składu NBA (1991, 1997, 1999)[10]
  - grona 50 najlepszych zawodników w historii NBA (NBA’s 50th Anniversary All-Time Team – 1996)[12]
  - składu najlepszych zawodników w historii NBA, wybranego z okazji obchodów 75-lecia istnienia ligi (2021)[13]
  - Koszykarskiej Galerii Sław (Naismith Memorial Basketball Hall Of Fame - 2009)[14]
- Lider:
  - sezonu regularnego w:
    - asystach (1988–1996)[15]
    - przechwytach (1989, 1992)[16]

  - play-off w:
    - średniej:
      - asyst (1988–1994, 1996, 2000, 2002)[17]
      - przechwytów (1987, 1989)[18]

    - skuteczności rzutów wolnych (2003)[19]

  - wszech czasów NBA w liczbie:
    - asyst (15806)[20]
    - przechwytów (3265)[21]
- Zawodnik miesiąca NBA (luty 1988)[22]
- 6-krotny zawodnik tygodnia NBA (21.02.1988, 19.11.1989, 9.12.1990, 16.02.1992, 29.01.1995, 5.11.2000)[23]

### Kadra
- Mistrz:
  - olimpijski (1992[24], 1996[25])
  - Ameryki (1992)[26]
- Wybrany do Koszykarskiej Galerii Sław jako członek drużyny olimpijskiej z 1992 roku (Naismith Memorial Basketball Hall Of Fame - 2010)[27]

## Statystyki
Na podstawie.

### Sezon regularny
| Sezon    | Drużyna | M    | S5   | MPG  | FG%   | 3P%   | FT%   | RPG | APG  | SPG | BPG | PPG  |
| -------- | ------- | ---- | ---- | ---- | ----- | ----- | ----- | --- | ---- | --- | --- | ---- |
| 1984/85  | Utah    | 82   | 5    | 18,2 | 47,1% | 18,2% | 73,6% | 1,3 | 5,1  | 1,3 | 0,1 | 5,6  |
| 1985/86  | Utah    | 82   | 38   | 23,6 | 48,9% | 13,3% | 83,9% | 2,2 | 7,4  | 1,9 | 0,1 | 7,7  |
| 1986/87  | Utah    | 82   | 2    | 22,7 | 49,9% | 17,9% | 78,2% | 1,8 | 8,2  | 2,2 | 0,2 | 7,9  |
| 1987/88  | Utah    | 82   | 79   | 34,7 | 57,4% | 35,8% | 84,0% | 2,9 | 13,8 | 3,0 | 0,2 | 14,7 |
| 1988/89  | Utah    | 82   | 82   | 38,7 | 53,8% | 24,2% | 86,3% | 3,0 | 13,6 | 3,2 | 0,2 | 17,1 |
| 1989/90  | Utah    | 78   | 78   | 37,4 | 51,4% | 41,6% | 81,9% | 2,6 | 14,5 | 2,7 | 0,2 | 17,2 |
| 1990/91  | Utah    | 82   | 82   | 37,8 | 50,7% | 34,5% | 83,6% | 2,9 | 14,2 | 2,9 | 0,2 | 17,2 |
| 1991/92  | Utah    | 82   | 82   | 36,6 | 48,2% | 40,7% | 84,2% | 3,3 | 13,7 | 3,0 | 0,3 | 15,8 |
| 1992/93  | Utah    | 82   | 82   | 34,9 | 48,6% | 38,5% | 79,8% | 2,9 | 12,0 | 2,4 | 0,3 | 15,1 |
| 1993/94  | Utah    | 82   | 82   | 36,2 | 52,8% | 32,2% | 80,5% | 3,1 | 12,6 | 2,4 | 0,3 | 15,1 |
| 1994/95  | Utah    | 82   | 82   | 35,0 | 54,2% | 44,9% | 80,4% | 3,1 | 12,3 | 2,4 | 0,3 | 14,7 |
| 1995/96  | Utah    | 82   | 82   | 35,5 | 53,8% | 42,2% | 83,0% | 2,8 | 11,2 | 1,7 | 0,2 | 14,7 |
| 1996/97  | Utah    | 82   | 82   | 35,3 | 54,8% | 42,2% | 84,6% | 2,8 | 10,5 | 2,0 | 0,2 | 14,4 |
| 1997/98  | Utah    | 64   | 64   | 29,0 | 52,8% | 42,9% | 82,7% | 2,6 | 8,5  | 1,4 | 0,2 | 12,0 |
| 1998/99  | Utah    | 50   | 50   | 28,2 | 48,8% | 32,0% | 81,1% | 2,9 | 7,5  | 1,6 | 0,3 | 11,1 |
| 1999/00  | Utah    | 82   | 82   | 29,7 | 50,1% | 35,5% | 86,0% | 2,6 | 8,6  | 1,7 | 0,2 | 12,1 |
| 2000/01  | Utah    | 82   | 82   | 29,2 | 50,4% | 46,2% | 81,7% | 2,8 | 8,7  | 1,6 | 0,3 | 11,5 |
| 2001/02  | Utah    | 82   | 82   | 31,3 | 51,7% | 32,1% | 85,7% | 3,2 | 8,2  | 1,9 | 0,3 | 13,4 |
| 2002/03  | Utah    | 82   | 82   | 27,7 | 48,3% | 36,3% | 82,6% | 2,5 | 7,7  | 1,7 | 0,2 | 10,8 |
| Razem    |         | 1504 | 1300 | 31,8 | 51,5% | 38,4% | 82,6% | 2,7 | 10,5 | 2,2 | 0,2 | 13,1 |
| All-Star |         | 10   | 5    | 19,7 | 53,0% | 33,3% | 66,7% | 1,7 | 7,1  | 1,6 | 0,1 | 8,1  |

### Play-offy
| Sezon | Drużyna | M   | S5  | MPG  | FG%   | 3P%   | FT%   | RPG | APG  | SPG | BPG | PPG  |
| ----- | ------- | --- | --- | ---- | ----- | ----- | ----- | --- | ---- | --- | --- | ---- |
| 1985  | Utah    | 10  | 0   | 18,6 | 46,7% | 0,0%  | 74,3% | 2,8 | 4,3  | 1,1 | 0,2 | 6,8  |
| 1986  | Utah    | 4   | 0   | 18,3 | 52,9% | 100%  | 88,9% | 1,5 | 3,5  | 1,3 | 0,0 | 6,8  |
| 1987  | Utah    | 5   | 2   | 31,4 | 62,1% | 80,0% | 76,9% | 2,2 | 8,0  | 3,0 | 0,2 | 10,0 |
| 1988  | Utah    | 11  | 11  | 43,5 | 50,7% | 28,6% | 82,4% | 4,1 | 14,8 | 3,4 | 0,3 | 19,5 |
| 1989  | Utah    | 3   | 3   | 46,3 | 50,8% | 75,0% | 90,5% | 3,3 | 13,7 | 3,7 | 1,7 | 27,3 |
| 1990  | Utah    | 5   | 5   | 38,8 | 42,0% | 7,7%  | 80,0% | 3,2 | 15,0 | 1,2 | 0,0 | 15,0 |
| 1991  | Utah    | 9   | 9   | 41,4 | 53,7% | 40,7% | 84,1% | 4,7 | 13,8 | 2,2 | 0,2 | 18,2 |
| 1992  | Utah    | 16  | 16  | 38,9 | 42,3% | 31,0% | 83,3% | 2,9 | 13,6 | 2,1 | 0,3 | 14,8 |
| 1993  | Utah    | 5   | 5   | 38,6 | 45,1% | 38,5% | 83,3% | 2,4 | 11,0 | 2,4 | 0,0 | 13,2 |
| 1994  | Utah    | 16  | 16  | 37,3 | 45,6% | 16,7% | 81,0% | 3,3 | 9,8  | 1,7 | 0,5 | 14,4 |
| 1995  | Utah    | 5   | 5   | 38,6 | 45,9% | 40,0% | 76,5% | 3,4 | 10,2 | 1,4 | 0,2 | 17,8 |
| 1996  | Utah    | 18  | 18  | 37,7 | 44,6% | 28,9% | 81,4% | 3,2 | 10,8 | 1,6 | 0,4 | 11,1 |
| 1997  | Utah    | 20  | 20  | 37,0 | 52,1% | 38,0% | 85,6% | 3,9 | 9,6  | 1,7 | 0,3 | 16,1 |
| 1998  | Utah    | 20  | 20  | 29,8 | 49,4% | 34,6% | 71,8% | 3,0 | 7,8  | 1,6 | 0,2 | 11,1 |
| 1999  | Utah    | 11  | 11  | 32,0 | 40,0% | 33,3% | 73,9% | 3,3 | 8,4  | 1,6 | 0,1 | 11,1 |
| 2000  | Utah    | 10  | 10  | 35,0 | 46,1% | 38,9% | 76,7% | 3,0 | 10,3 | 1,3 | 0,2 | 11,2 |
| 2001  | Utah    | 5   | 5   | 37,2 | 45,9% | 0,0%  | 71,4% | 5,6 | 11,4 | 2,0 | 0,6 | 9,8  |
| 2002  | Utah    | 4   | 4   | 35,3 | 45,0% | 28,6% | 92,3% | 4,0 | 10,0 | 2,8 | 0,3 | 12,5 |
| 2003  | Utah    | 5   | 5   | 29,8 | 46,2% | 0,0%  | 100%  | 3,2 | 5,2  | 1,6 | 0,2 | 11,2 |
| Razem |         | 182 | 165 | 35,2 | 47,3% | 32,6% | 81,0% | 3,3 | 10,1 | 1,9 | 0,3 | 13,4 |